# Otto Fräßdorf
Otto Fräßdorf (* 5. Februar 1942 in Magdeburg)  ist ein ehemaliger deutscher Fußballspieler. In der höchsten Spielklasse des DDR-Fußballs, der Oberliga, spielte er für den FC Vorwärts Berlin. Mit der DDR-Nationalmannschaft absolvierte der offensive Außenverteidiger 33 Länderspiele. Er debütierte im Jahr 1963 in vier verschiedenen Auswahlmannschaften des DFV.

## Sportliche Laufbahn

### Gemeinschafts- und Clubstationen
Das Fußball-ABC erlernte Fräßdorf ab 1954 bei der BSG Motor Nord Magdeburg, die nach einer Fusion mit der BSG Motor Neustadt ab Februar 1957 als BSG TuS Motor Neustadt und nach einer weiteren Fusion mit der BSG Fortschritt ab November dieses Jahres als BSG TuS Fortschritt Magdeburg auflief. Erste Ballkontakte hatte er bereits zuvor in der Schulmannschaft der August-Bebel-Schule im Magdeburger Stadtteil Rothensee.
Nach Abschluss seiner Berufsausbildung zum Schiffbauer meldete er sich 1960 freiwillig zur Nationalen Volksarmee und wechselte nach einer Talentsichtung durch Kurt Vorkauf, der von Fräßdorfs Magdeburger Trainer in einem Brief den Hinweis auf die Fähigkeiten des Spielers erhalten hatte, zum amtierenden DDR-Meister ASK Vorwärts Berlin, dem späteren FC Vorwärts Berlin. Mit dem Fußballclub der Armeesportvereinigung Vorwärts errang Otto Fräßdorf viermal die DDR-Meisterschaft.
Nach Spielen in der ASK-Reservemannschaft bestritt der 1,74 Meter große Fräßdorf sein erstes Oberligaspiel für die Berliner Armeemannschaft am 12. November 1961 in der Partie gegen den SC Rotation Leipzig (1:1). Am 13. Juni 1970 stand er in der Vorwärts-Mannschaft, die mit einem 4:2-Sieg über den 1. FC Lokomotive Leipzig den FDGB-Pokal der Saison 1969/70 gewann.

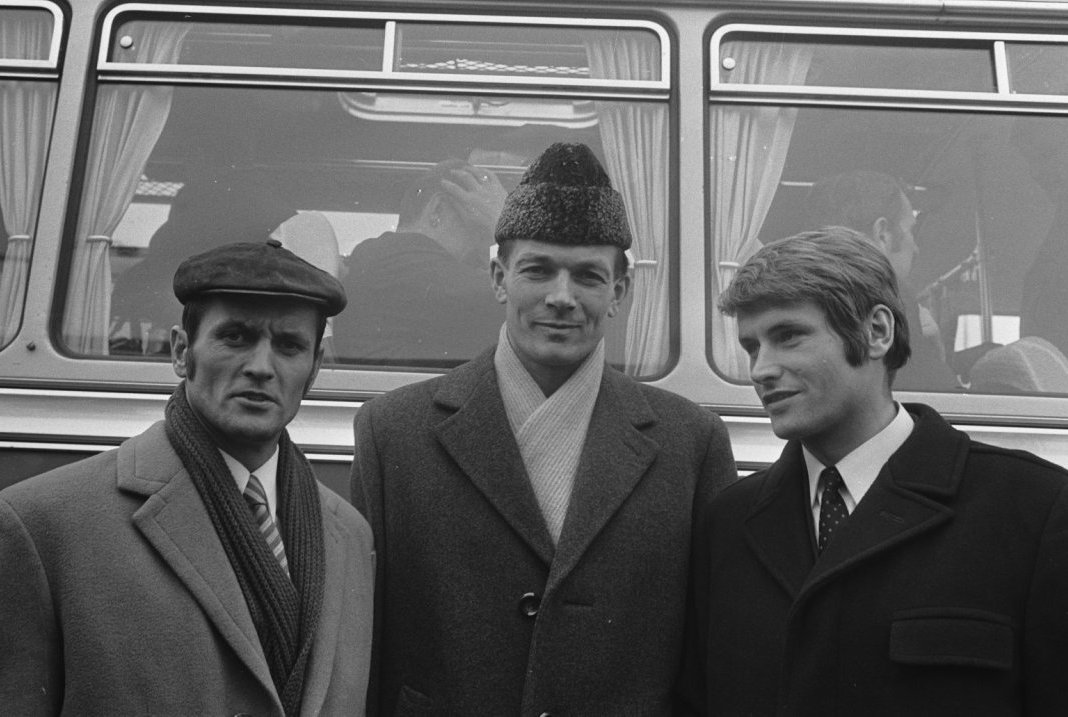
Von links: Otto Fräßdorf, Hans-Georg Kiupel und Gerhard Körner (1971)

Als Fräßdorf 1971 seine aktive Laufbahn aufgrund einer komplizierten Rückenverletzung beenden musste, hatte er für Vorwärts 183 Oberligapunktspiele bestritten und 31 Tore erzielt. In den Europapokalspielen war er 21 Mal eingesetzt worden und hatte fünf Tore geschossen.

### Auswahleinsätze
Zu seinen ersten internationalen Einsatz kam Fräßdorf am 12. Mai 1963 im Spiel der DDR-Nachwuchsauswahl gegen Rumänien, in dem er beim 1:1 das Tor für die DDR erzielte.
Schon am 4. September 1963 kam er 21-jährig zu seinem ersten A-Länderspiel in der Begegnung DDR – Bulgarien, das in seiner Heimatstadt Magdeburg ebenfalls 1:1 endete. Fräßdorf wurde bei seinem Debüt als Mittelstürmer eingesetzt. Die Mehrzahl seiner insgesamt 33 A-Länderspielen bis 1970 bestritt er jedoch auf der rechten Außenbahn. Maßgeblich dafür war, dass sich der etatmäßige Rechtsverteidiger und Kapitän der Nationalmannschaft Klaus Urbanczyk schwer verletzte und Fräßdorf notgedrungen dessen Position übernahm. Fräßdorf hatte Mitte der 1960er-Jahre einen Stammplatz als Außenverteidiger, der aber seinen Offensivdrang nicht verlor und von den Zuschauern bei seinen Sturmläufen frenetisch angefeuert wurde. Vier Tore stehen auf seinem A-Länderspielkonto, darunter am 23. Oktober 1966 bei einem 2:2 gegen die Sowjetunion eines gegen später zum Welt-Torhüter des Jahrhunderts gewählten Lew Jaschin.
Von September 1963 bis April 1968 absolvierte Fräßdorf 18 Partien in der Olympiaauswahl der DDR und schoss dort sechs Tore. Im Oktober 1964 stand er in Tokio in jener ostdeutschen Elf, die beim olympischen Fußballturnier die Bronzemedaille gewann. Der Vorwärts-Akteur spielte bei diesem Erfolg, der unter der gesamtdeutschen Olympiaflagge errungen wurde, in allen Qualifikations- und Endrundenspielen.

## Weiterer Werdegang
Nach dem Ende seiner aktiven Laufbahn arbeitete Fräßdorf als Fußballtrainer. Zunächst im Nachwuchsbereich des Armee-Fußballtrainingszentrum in Strausberg und später unter anderem von 1978 bis 1984 beim Zweitligisten ASG Vorwärts Dessau.
Nach der Wiedervereinigung arbeitete Otto Fräßdorf als Taxifahrer in Berlin und war nach dem Ausscheiden aus dem Fußball sportlich vor allem als Volleyballer aktiv, er spielte jedoch bis ins hohe Alter gelegentlich in der DDR-Oberliga-Oldstars-Auswahl.